# Щербань, Артём Владимирович
Щерба́нь Артём Влади́мирович (укр. Щербань Артем Володимирович; род. 27 мая 1974, Донецк) — депутат Верховной Рады Украины V и VI созывов, сын бывшего губернатора Донецкой и Сумской областей Владимира Петровича Щербаня.

## Биография
Родился 27 мая 1974 года в Калининском районе Донецка, гражданин Украины с 1991 года, член «Партии Регионов», образование высшее.

## Образование
В 1991 году с медалью окончил среднюю школу № 5 г. Донецка
С 1991 по 1996 год учился в Донецкой государственной академии управления по специальности «Менеджмент в непроизводственной сфере» с присвоением квалификации инженера- экономиста.
С 1996 по 1997 год учился в Украинской академии внешней торговли по специальности «Учёт и аудит» с присвоением квалификации экономиста по бухгалтерскому учёту и аудиту.
В 2001 году окончил институт последипломного образования  Ивано-Франковского национального технического университета нефти и газа по специальности «Менеджмент организации», присвоена квалификация менеджера.
В 2003 году окончил Донецкий государственный университет экономики и торговли им. М. Туган - Барановского по специальности «учёт и аудит» присвоена квалификация — магистр по учёту и аудиту.

## Трудовая деятельность
Трудовую деятельность начал в 14 лет.
С 1988 по 1991 год работал санитаром операционного блока в Донецком областном онкологическом диспансере.
С 1999 по 2003 год генеральный директор СП «Гефест». С 2003 года на «Гефесте» впервые на Украине внедрили систему управления качеством топлива от хранилища до АЗС и приобрели передвижные экспресс- лаборатории качества ГСМ. В связи с реорганизацией предприятия с 2003 по 2006 год работает генеральным директором ЗАО «Гефест».
В 2004 году избран депутатом Донецкого областного совета 4 созыва по избирательному округу № 7 (г. Димитров, ныне Мирноград).
С 2006 года народный депутат V—VI созывов от Партии Регионов. Назначен председателем подкомитета по вопросам планирования и застройки территории и земельных отношений (в границах территорий застройки) Комитета Верховного Совета Украины по вопросам строительства, градостроительства, жилищно-коммунального хозяйства и региональной политики.

## Семья
Семейное положение: разведён.
Дети: сын — Арсентий, родился 15 апреля 1999 года, дочь — Полина, родилась 01 августа 2000 года.
Отец: Щербань Владимир Петрович, 1950 года рождения, гражданин Украины, глава наблюдательного совета АОЗТ «Сумской фарфоровый завод», ОАО «Сумской мясокомбинат».
Мать: Щербань Ирина Николаевна, 1954 года рождения, гражданка Украины, президент Сумского областного благотворительного фонда «Вечность».